# Biturigi

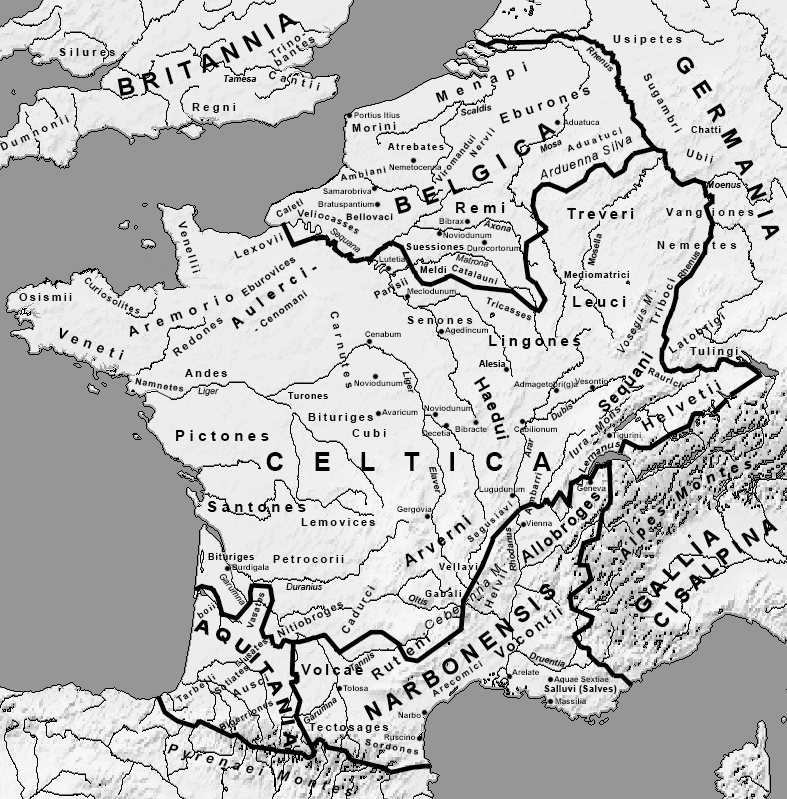
I Biturigi Cubi erano insediati in Gallia centrale, i Vivisci a nord dell'Aquitania

I Biturigi o Biturgi (in latino Bituriges) furono un'antica tribù celtica divisa in due rami, abitanti entrambi nelle fertilissime campagne al centro della Gallia transalpina, non lontano dagli Edui.

I Biturigi si definivano "i re del mondo": il termine veniva fatto derivare da bitu (o byth, byd), che significa "mondo", e dal plurale della parola rix, "re". Dai Biturigi prendono nome la regione del Berry e le città di Bourges e Bordeaux.

## I due gruppi
I due rami che formavano la tribù gallica erano i Biturigi Cubi e i Biturigi Vivisci.

La tradizione vuole che dai primi sia partito Belloveso, mitico emigrante fondatore di Mediolanum, alla quale si attribuivano pertanto nobili origini derivanti dall'essere stata fondata appunto da uno dei "re del mondo".

I Biturigi Cubi erano insediati nella Gallia Celtica centrale, all'interno della grande ansa della Loira, ed ebbero come capitale Avaricum, Avarico (oggi Bourges); la popolazione era ricca in quanto sfruttava le miniere di ferro della zona.
 
I Biturigi Vivisci erano situati in Aquitania settentrionale, alle foci della Garonna, ed ebbero come loro centro principale Burdigala, l'odierna Bordeaux.

Tuttavia, è da ricordare che i Celti avevano due centri principali, uno religioso e uno civile-commerciale, che non coincidevano mai.

Ambedue i rami della tribù furono tenaci avversari di Cesare.

## La datazione
Tito Livio parla dei Biturigi nel V libro della sua Storia di Roma: «...Mentre a Roma regnava Tarquinio Prisco, il supremo potere dei Celti era nelle mani dei Biturigi, questi mettevano a capo di tutti i Celti un re. Tale fu Ambigato, uomo assai potente per valore e ricchezza, sia propria che pubblica, perché sotto il suo governo la Gallia fu così ricca di prodotti e di uomini da sembrare che la numerosa popolazione si potesse a stento dominare».

Nelle descrizioni di Livio, questa tribù era la più estesa ed omogenea della Gallia: deteneva il potere su tutte le altre tribù galliche, grazie anche al carisma del re Ambigato.

Sotto la sua guida, il popolo conobbe un lungo periodo di prosperità e di pace, il che provocò un aumento demografico tale da compromettere il prosieguo di tale favorevole condizione, facendo maturare la decisione di far emigrare una parte della popolazione verso altri territori, sotto il comando dei suoi nipoti Belloveso e Segoveso.

## IlDe bello Gallico
(Cesare, De bello Gallico, VIII, 3)
Gaio Giulio Cesare, con due legioni (XIII e XI), invade le campagne dei Biturigi ritenuti colpevoli di preparare la guerra. La rapidità dell'azione sorprende i nemici senza dargli la possibilità di difendersi: migliaia furono fatti prigionieri e molti altri fuggirono tra i popoli vicini. Cesare aveva promesso di elargire 200 sesterzi a legionario (circa 7.300 euro) e 2.000 ad ogni centurione.

## La distruzione diAvaricum

Le campagne galliche di Cesare

Nel 52 a.C. Vercingetorige intraprese una guerra di logoramento nei confronti dei Romani: le città galliche venivano sistematicamente abbandonate e bruciate, così come i campi e tutti i luoghi che potevano essere di utilità ai Romani.
I Biturigi bruciarono una ventina delle loro città, ma quando si trattò di distruggere anche la loro capitale, Avarico, la decisione venne meno e Vercingetorige fu implorato di risparmiare la loro capitale, una delle più belle città della Gallia: Avarico è situata in una posizione strategica assai vantaggiosa, poiché si trova, infatti, in cima ad un'altura circondata da paludi, generando intralcio ad un esercito che tentasse di assediarla.
Vercingetorige decise così di fare un'eccezione alla regola, accampandosi vicino alla città. Quando i Romani la raggiunsero, si trovano di fronte ad un'accanita resistenza: all'interno della città vi erano circa 40.000 persone tra civili e soldati, che impiegarono astuzie, macchine belliche copiate da quelle romane ed un coraggio portato all'estremo. Alla fine Cesare, al prezzo di dure fatiche per oltre un mese, riuscì ad impossessarsi dell'oppidum gallico ed i legionari, a causa delle difficoltà incontrate nel corso dell'assedio che li aveva esasperati, trucidarono l'intera popolazione, salvo 800 abitanti, che erano riusciti a fuggire e a raggiungere l'esercito gallico di Vercingetorige.